# Canoa/kayak ai Giochi della XXX Olimpiade - Slalom K1 femminile
La gara di slalom K1 per Londra 2012 si svolge al Lee Valley White Water Centre dal 30 luglio al 2 agosto 2012.

## Formato
La gara inizia con delle batterie/qualificazioni. Ogni atleta effettua la discesa due volte e il migliore dei due tempi ottenuti determina la classifica e i 15 qualificati per le semifinali. Nella semifinale ogni canoista deve eseguire il percorso una volta. I primi 10 migliori punteggi danno diritto all'accesso alla finale. La finale è composta da una sola discesa per partecipante. L'atleta con il miglior punteggio è la vincitrice.

## Programma
Tutti gli orari seguono il fuso orario inglese (UTC+1)
| Data                    | Ora   | Round          |
| ----------------------- | ----- | -------------- |
| Lunedì, 30 luglio, 2012 | 14:22 | Qualificazioni |
| Giovedì, 2 agosto, 2012 | 14:12 | Semifinali     |
| Giovedì, 2 agosto, 2012 | 15:57 | Finale         |

## Gara

### Qualificazioni
| Pos | Nome                  | Qualificazioni | Qualificazioni | Qualificazioni |
| Pos | Nome                  | Tempo 1        | Tempo 2        | Migliore       |
| --- | --------------------- | -------------- | -------------- | -------------- |
| 1   | Maialen Chourraut     | 98,75          | 107,91         | 98,75          |
| 2   | Elizabeth Neave       | 101,95         | 98,92          | 98,92          |
| 3   | Maria Clara Giai Pron | 99,66          | 112,65         | 99,66          |
| 4   | Jessica Fox           | 165,36         | 100,33         | 100,33         |
| 5   | Štěpánka Hilgertová   | 101,50         | 100,75         | 100,75         |
| 6   | Jana Dukátová         | 105,14         | 101,37         | 101,37         |
| 7   | Corinna Kuhnle        | 160,06         | 101,77         | 101,77         |
| 8   | Jasmin Schornberg     | 106,27         | 102,14         | 102,14         |
| 9   | Natalia Pacierpnik    | 110,58         | 102,38         | 102,38         |
| 10  | Émilie Fer            | 112,77         | 106,46         | 106,46         |
| 11  | Eva Terčelj           | 107,17         | 107,57         | 107,17         |
| 12  | Jingjing Li           | 108,53         | 111,22         | 108,53         |
| 13  | Marta Charitonova     | 108,85         | 109,77         | 108,85         |
| 14  | Hannah Craig          | 117,07         | 108,99         | 108,99         |
| 15  | Luuka Jones           | 109,23         | 258,69         | 109,23         |
| 16  | Ana Satila            | 179,92         | 110,83         | 110,83         |
| 17  | Caroline Queen        | 117,05         | 136,23         | 117,05         |
| 18  | Elia Nicholas         | 118,69         | 118,29         | 118,29         |
| 19  | Moe Kaifuchi          | 171,63         | 121,29         | 121,29         |
| 20  | Elise Chabbey         | 162,92         | 126,46         | 126,46         |
| 21  | Jihane                | 174,09         | 276,32         | 174,09         |

     Qualificato per le semifinali

### Semifinali
| Pos. | Name                  | Percorso            | Percorso |
| Pos. | Name                  | Secondi di penalità | Tempo    |
| ---- | --------------------- | ------------------- | -------- |
| 1    | Natalia Pacierpnik    | 2                   | 107.79   |
| 2    | Maialen Chourraut     | 2                   | 108.34   |
| 3    | Émilie Fer            | 0                   | 109.73   |
| 4    | Jana Dukátová         | 0                   | 110.48   |
| 5    | Corinna Kuhnle        | 2                   | 111.07   |
| 6    | Marta Charitonova     | 2                   | 111.44   |
| 7    | Jasmin Schornberg     | 0                   | 112.25   |
| 8    | Jessica Fox           | 4                   | 112.63   |
| 9    | Štěpánka Hilgertová   | 0                   | 114.10   |
| 10   | Hannah Craig          | 2                   | 116.12   |
| 11   | Li Jingjing           | 4                   | 117.02   |
| 12   | Elizabeth Neave       | 6                   | 117.30   |
| 13   | Eva Terčelj           | 6                   | 117.36   |
| 14   | Luuka Jones           | 4                   | 121.41   |
| 15   | Maria Clara Giai Pron | 52                  | 176.61   |

     Qualificato per la finale

### Finale
| Classifica | Nome                | Percorso            | Percorso |
| Classifica | Nome                | Secondi di Penalità | Tempo    |
| ---------- | ------------------- | ------------------- | -------- |
| 1          | Émilie Fer          | 0                   | 105.90   |
| 2          | Jessica Fox         | 0                   | 106.51   |
| 3          | Maialen Chourraut   | 0                   | 106.87   |
| 4          | Štěpánka Hilgertová | 0                   | 109.16   |
| 5          | Jasmin Schornberg   | 0                   | 110.97   |
| 6          | Jana Dukátová       | 2                   | 111.60   |
| 7          | Natalia Pacierpnik  | 2                   | 115.08   |
| 8          | Corinna Kuhnle      | 2                   | 119.30   |
| 9          | Marta Charitonova   | 6                   | 120.91   |
| 10         | Hannah Craig        | 6                   | 127.36   |

### Galleria d'immagini

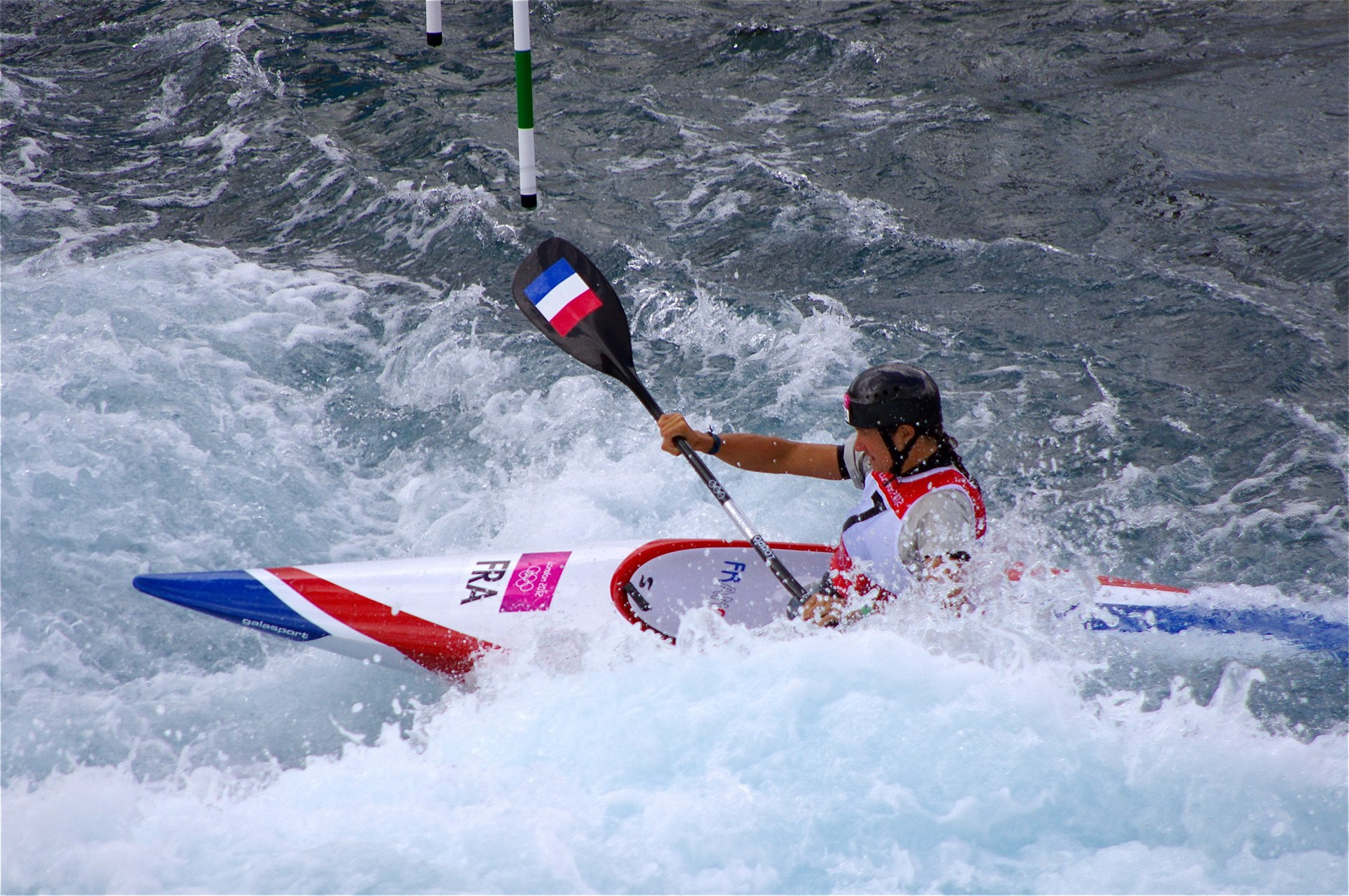
Émilie Fer
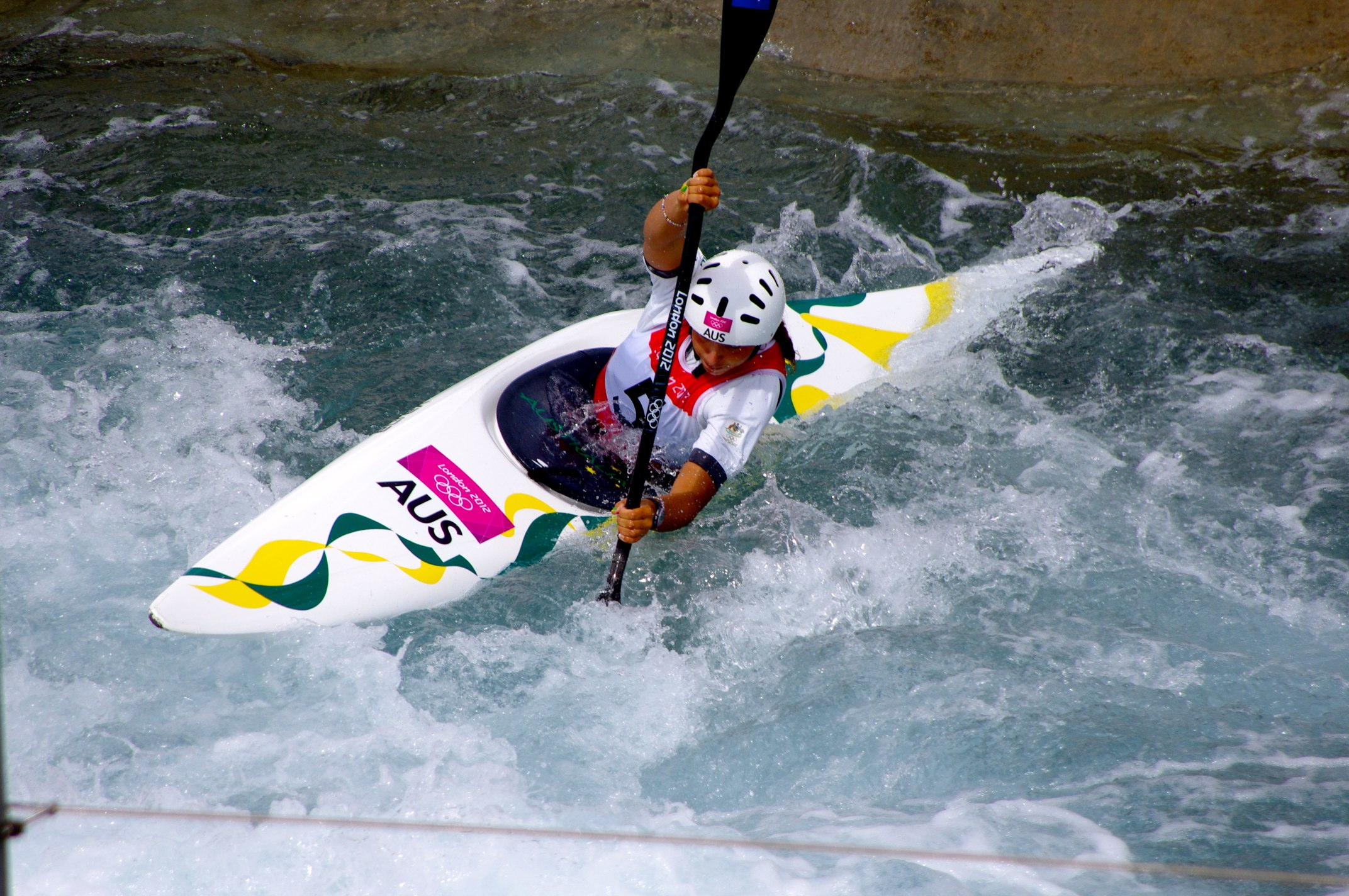
Jessica Fox
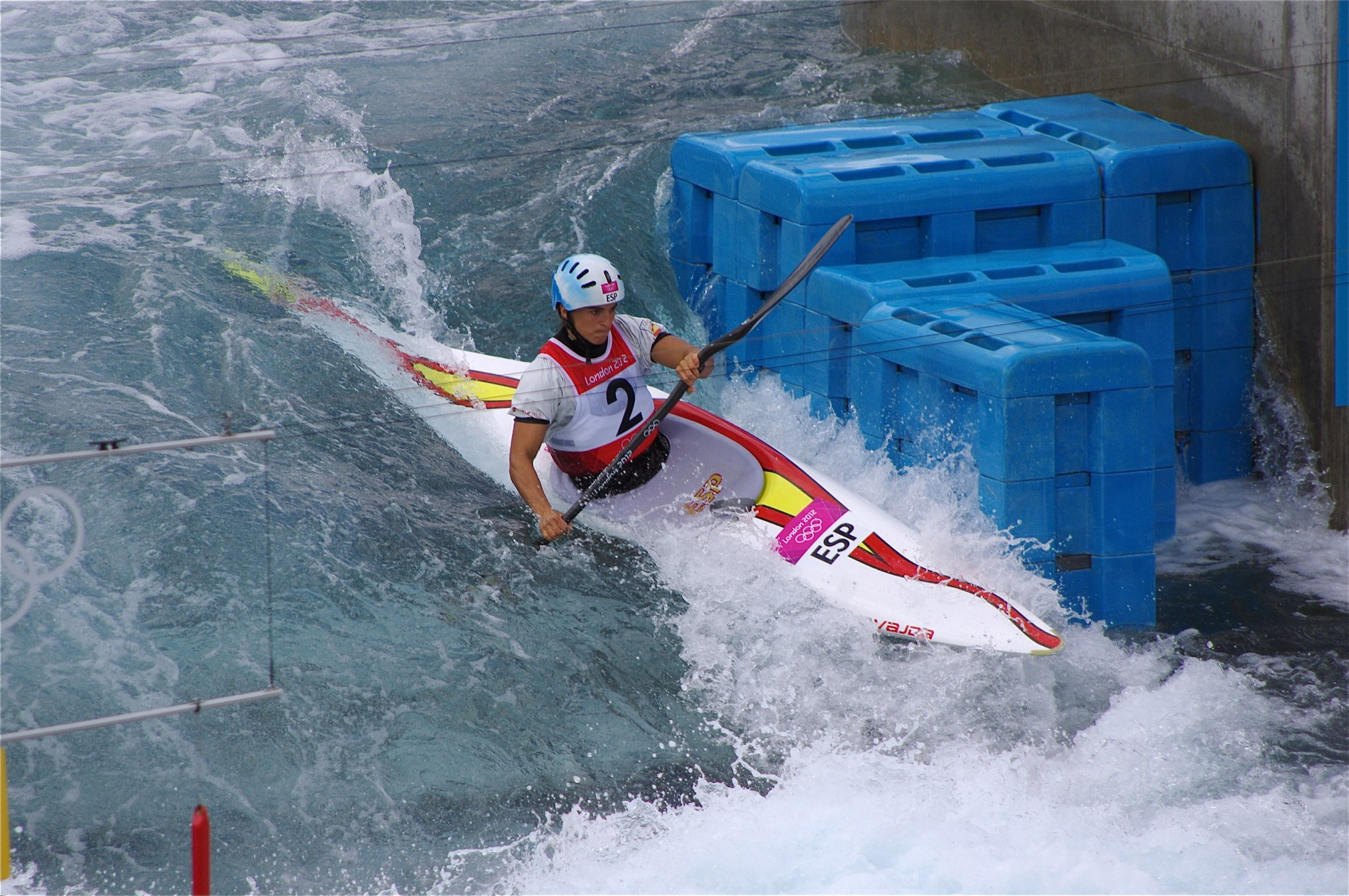
Maialen Chourraut
Štěpánka Hilgertová
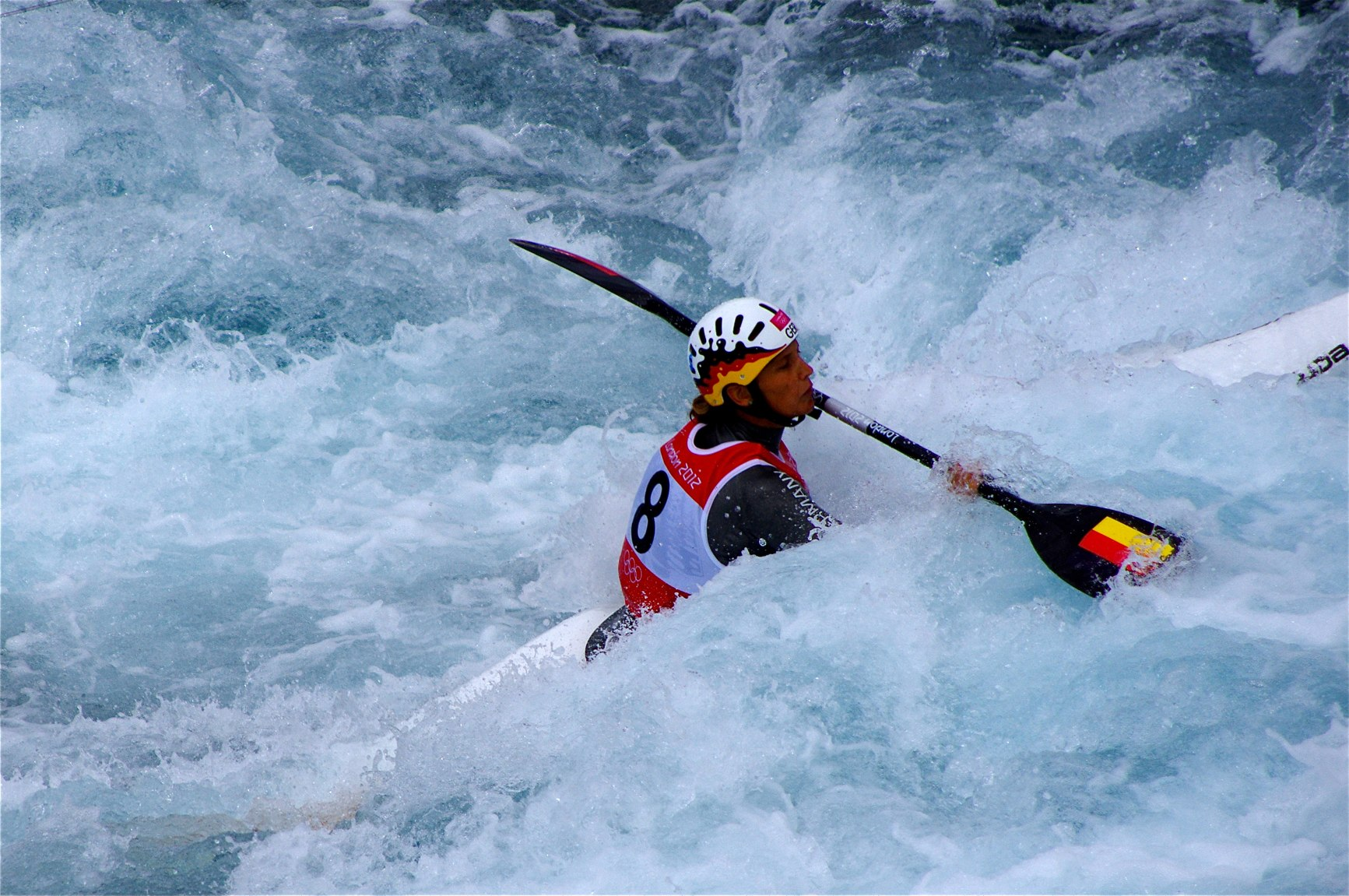
Jasmin Schornberg
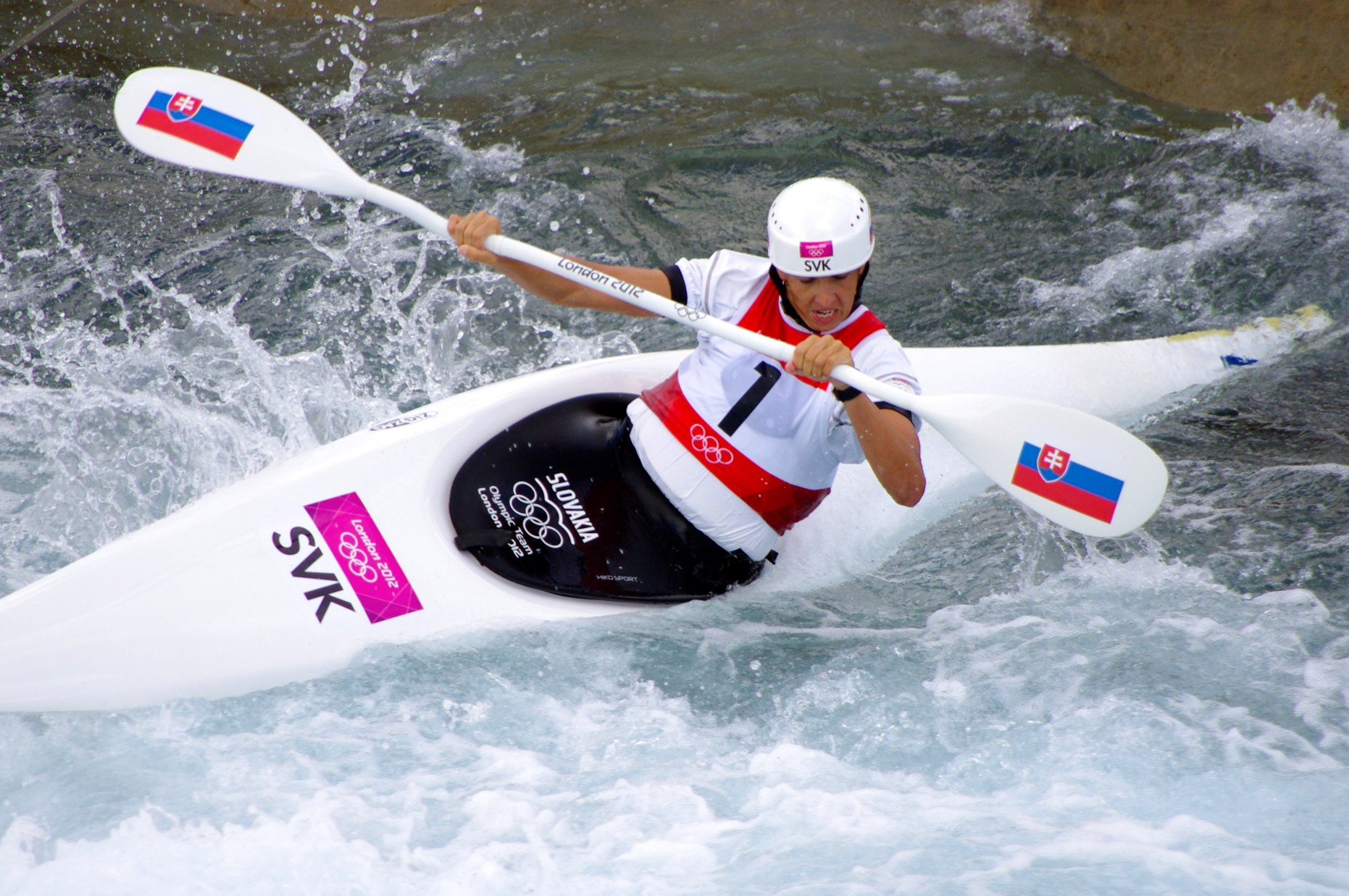
Jana Dukátová
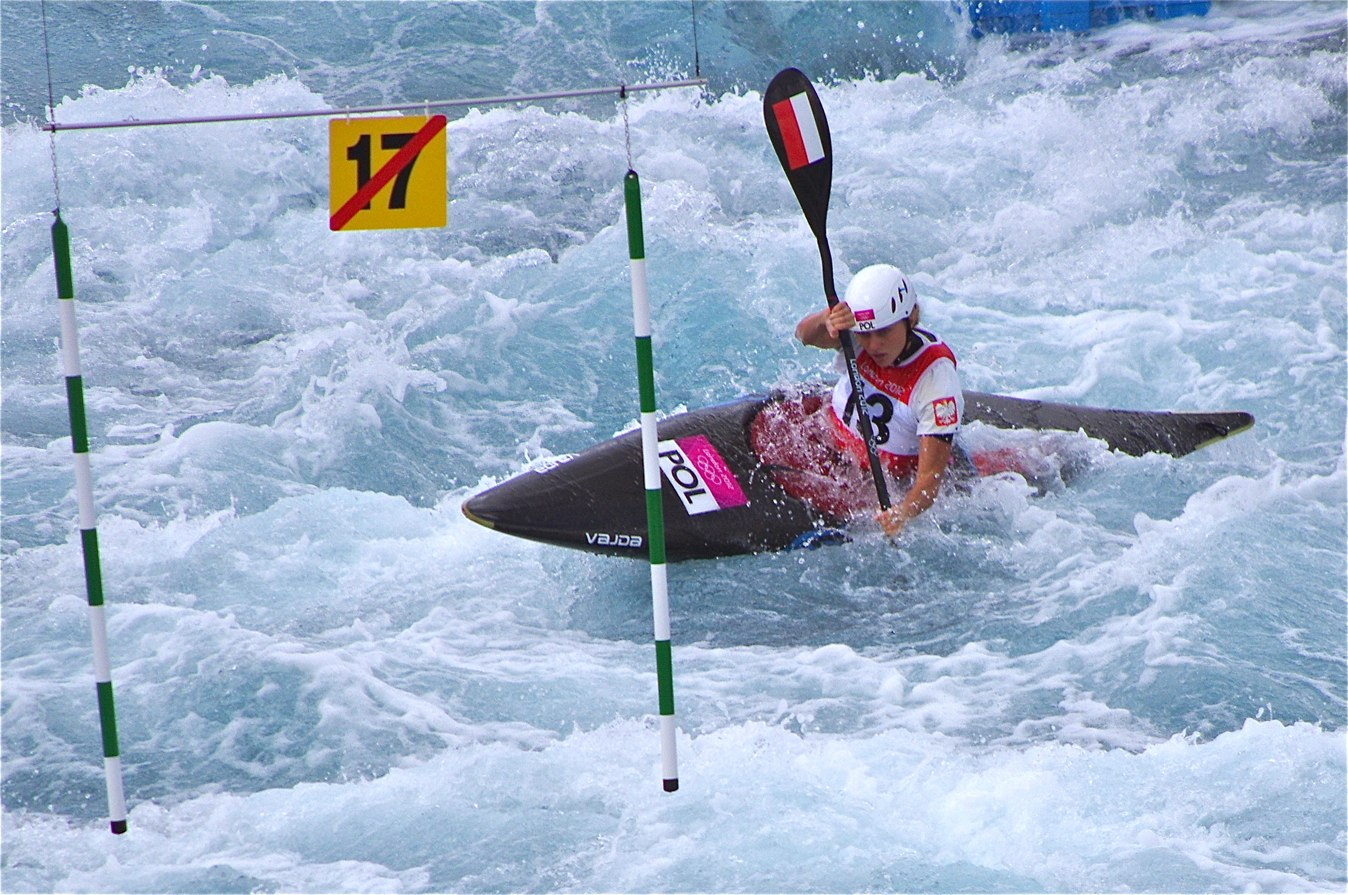
Natalia Pacierpnik
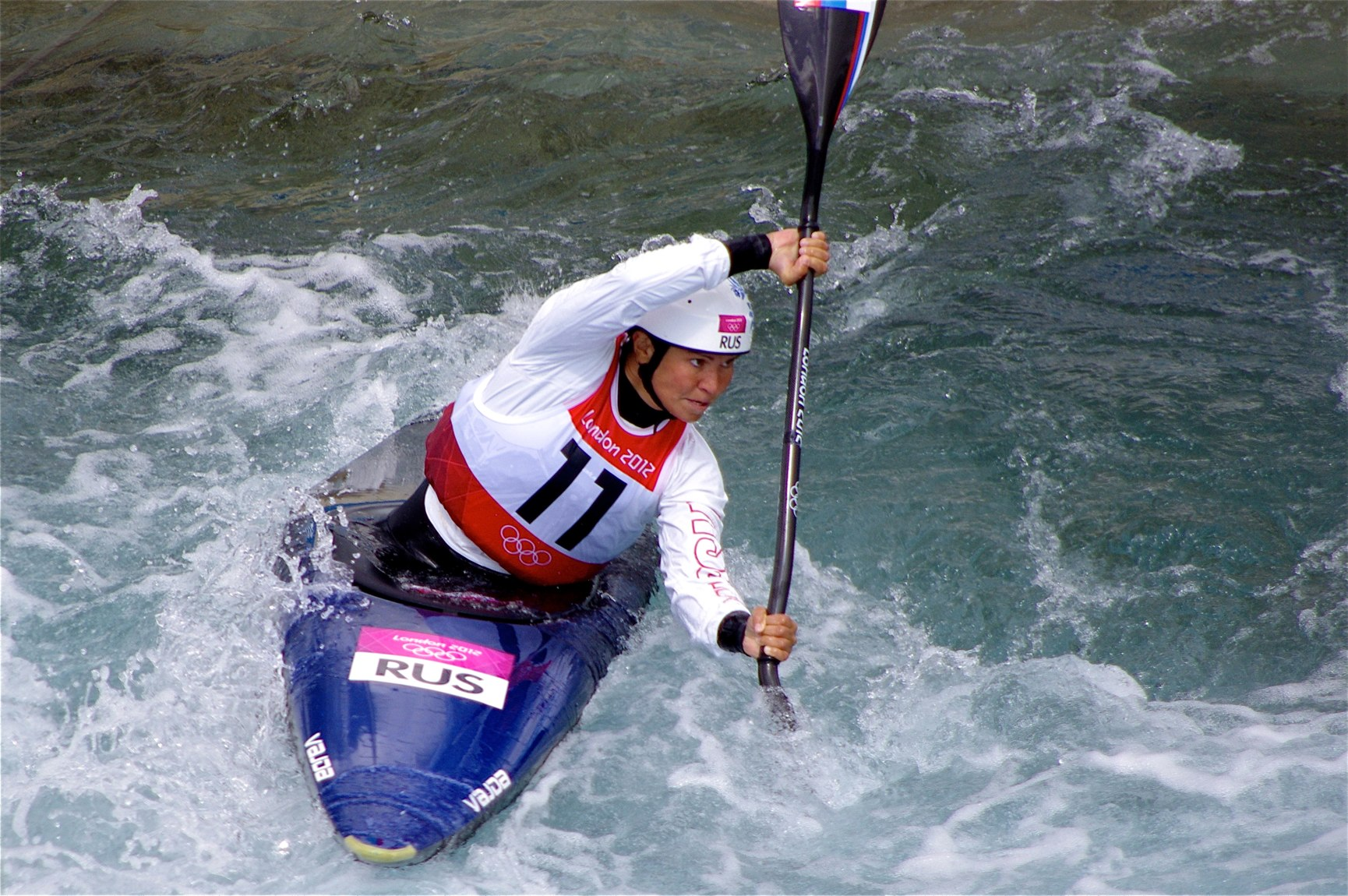
Marta Charitonova
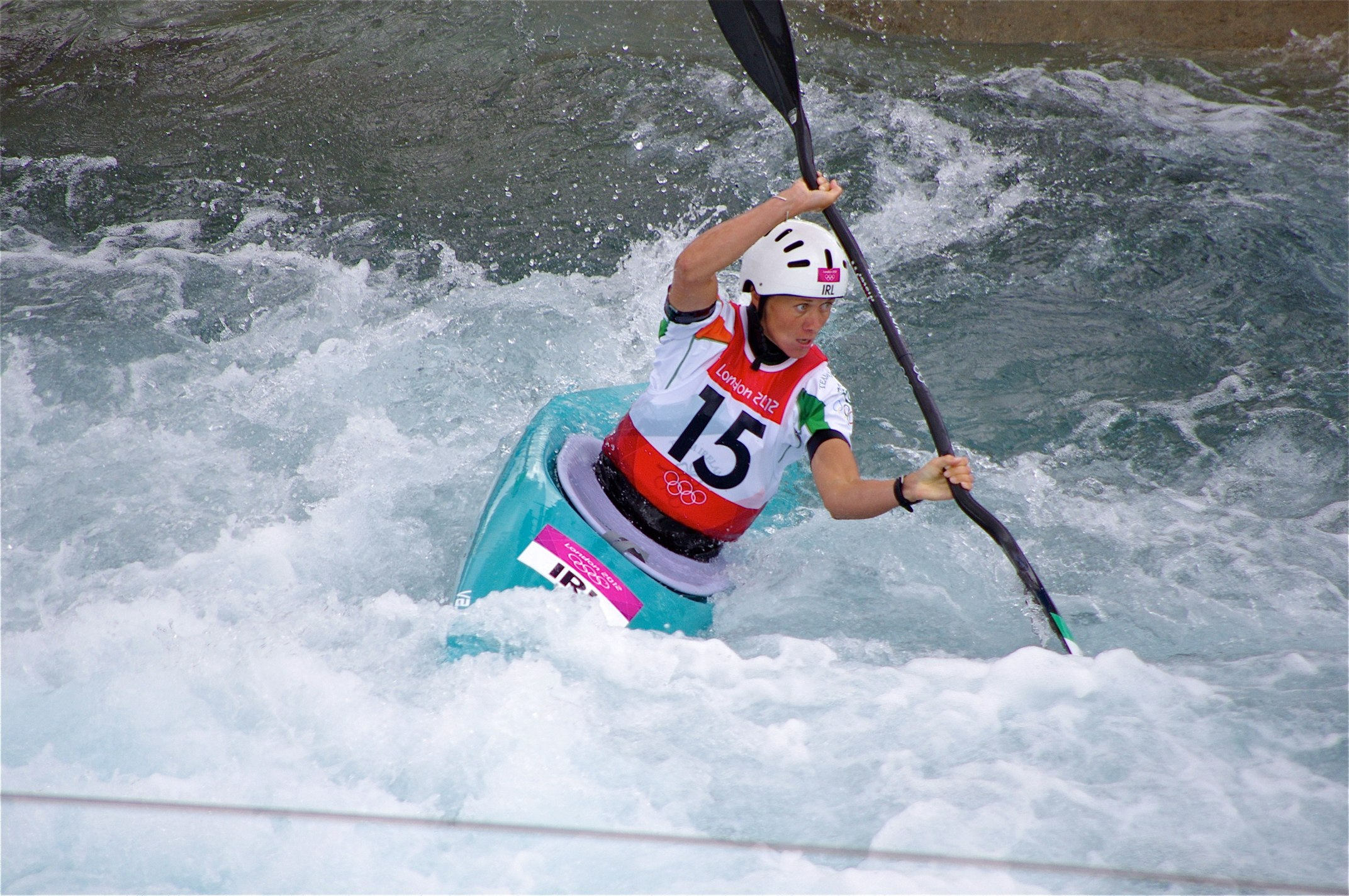
Hannah Craig
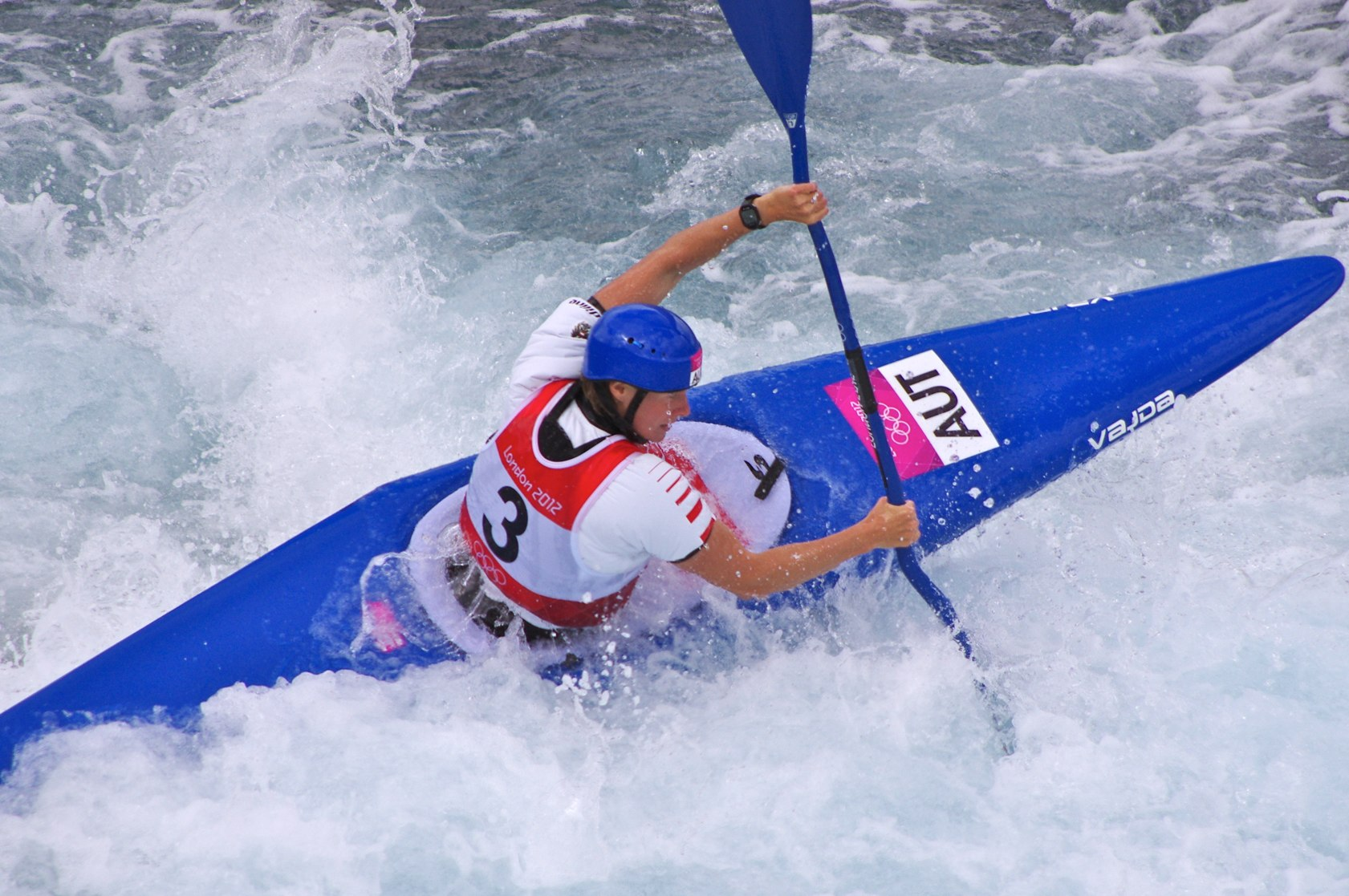
Corinna Kuhnle
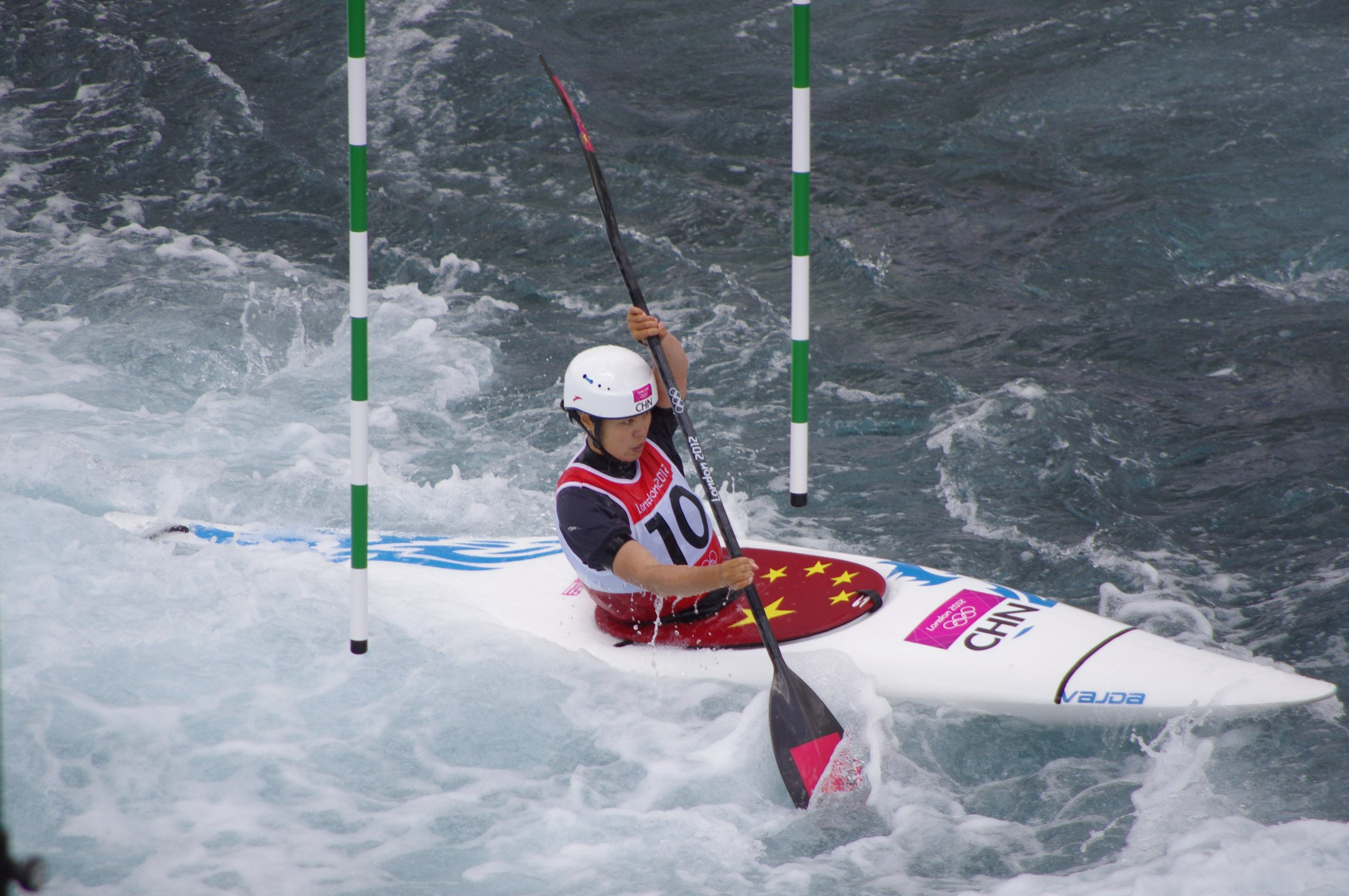
Li Jingjing
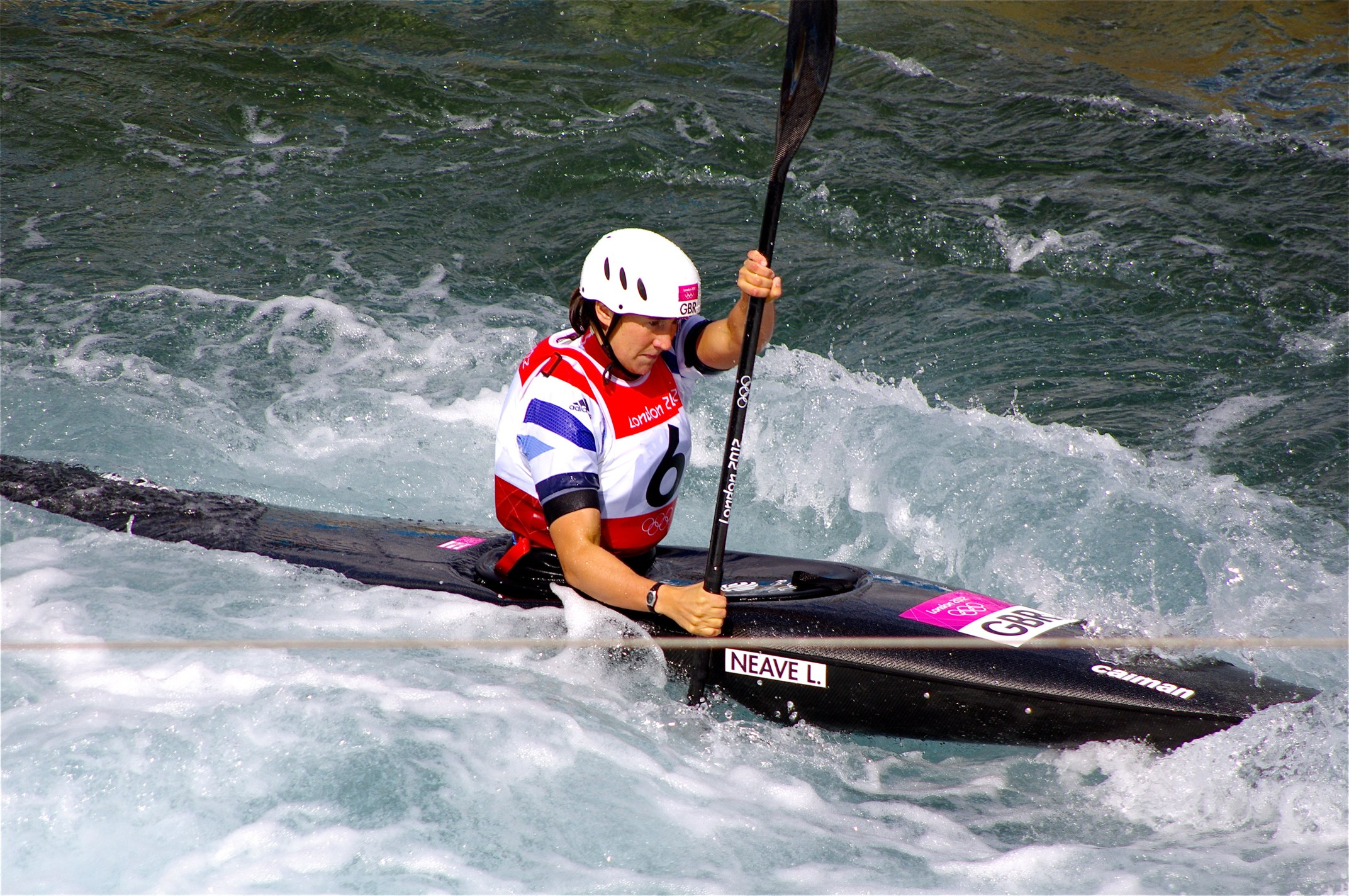
Lizzie Neave
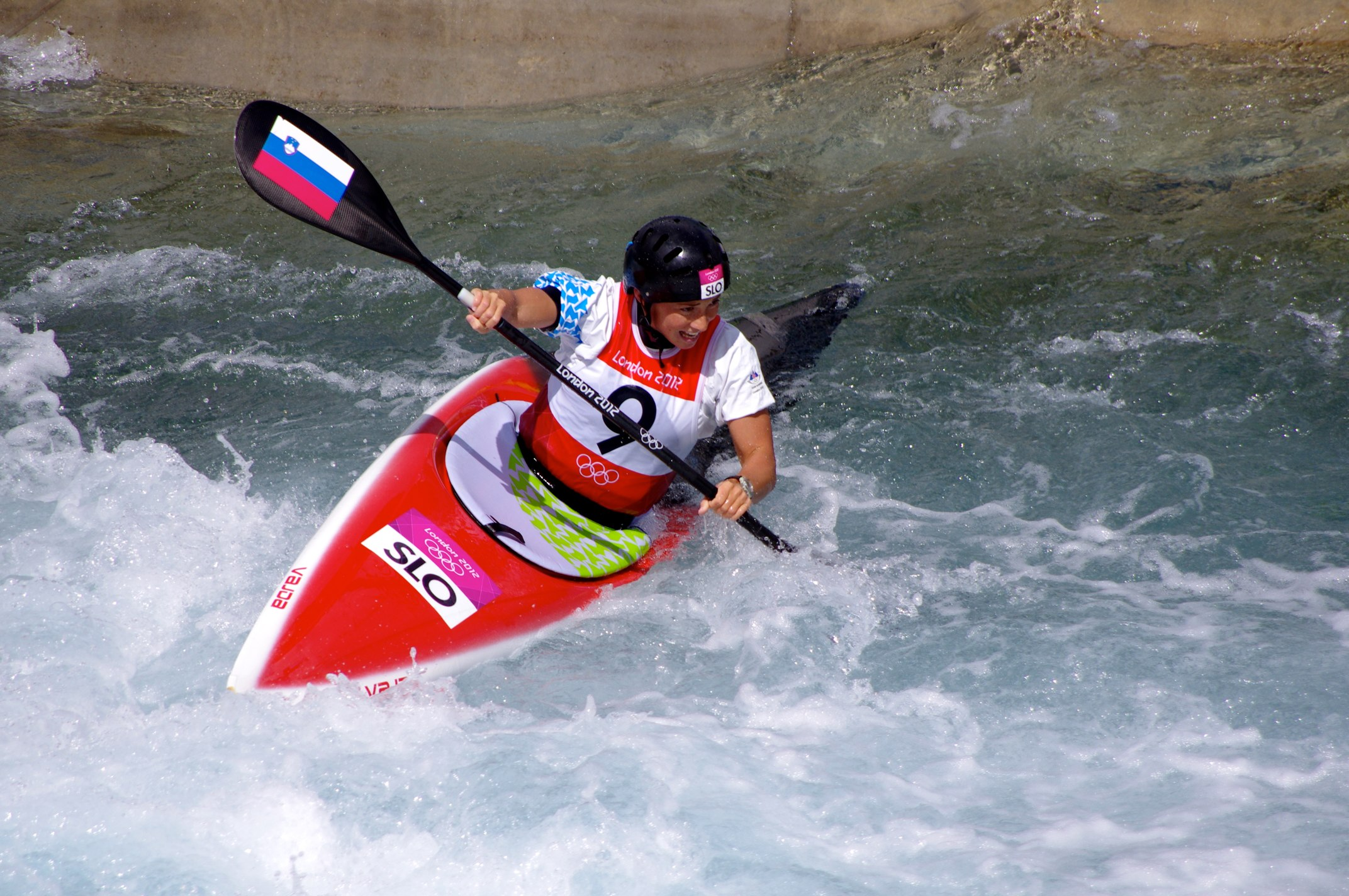
Eva Terčelj
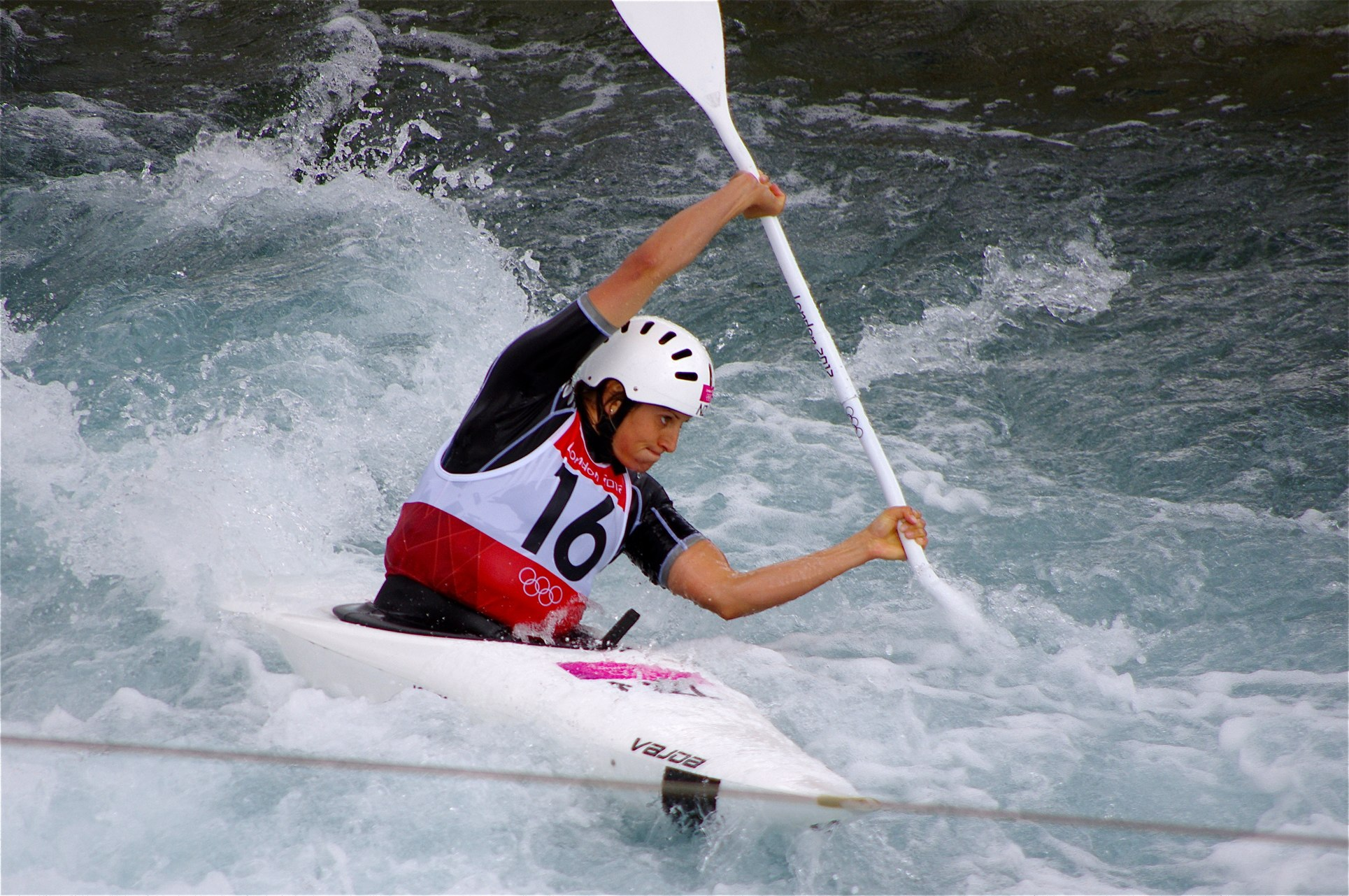
Luuka Jones